# پاراپودیوم
پاراپودیوم (به انگلیسی: Parapodium) در لغت از دو بخش (para-podium) تشکیل شده‌است که در اصطلاح به معنای سکوی معلولین است؛ و به صورت تخصصی به وسیله‌ای اطلاق می‌شود که معلولین از آن برای ایستادن و راه رفتن استفاده می‌کنند. پاراپودیوم برای ایستادن و راه رفتن طراحی شده‌است، در حین استفاده دست‌های کاربر آزاد خواهد بود و می‌توان علاوه بر ایستادن به انجام کارهای روزمره با دست پرداخت.

## مکانیسم حرکتی
پارپودیوم یک وسیله کاملاً مکانیکی می‌باشد، که توان بالاتنه شخص را به پایین‌تنه او منتقل می‌کند و شخص می‌تواند با استفاده از پیاده‌سازی الگوی راه رفتن، از آن برای قدم برداشتن استفاده کند.

## ایمنی
با انتقال نقطه ثقل کاربر در پاراپودیوم به سطح زمین ایمنی کاربر تضمین شده‌است. در نتیجه پاراپودیوم کاملاً ایمن می‌باشد و به هیچ وجه امکان افتادن یا سقوط از روی دستگاه وجود ندارد، در نتیجه کاربر با اطمینان روی دستگاه قرار می‌گیرد. استفاده از دست برای راه رفتن حتماً الزامی نیست پس کاربر در انجام امور روزمره خود دارای استقلال شخصی خواهد بود و میزان اتکا به طرفین را به صفر خواهد رساند.

## مقایسه
راه رفتن با پاراپودیوم از آنجا که به وسیله توان بدنی شخص انجام می‌پذیرد و طرز ایستادن کاربر در داخل دستگاه کاملاً طبیعی و مشابه ایستادن واقعی می‌باشد، در نتیجه بهترین شبیه‌ساز راه رفتن شخص را برای او فراهم می‌کند و درد و خستگی غیرعادی که در استفاده از وسایل معمول همچون، واکر، بریس و… وجود دارد را ندارد.
برخلاف واکر، بریس و سایز تجهیزات موجود، پاراپودیوم به بدن شخص بسته نمی‌شود بلکه کاربر سوار دستگاه می‌شود. در نتیجه مدت زمان سوار شدن را تا حد زیاد و ملموسی کاهش می‌دهد، استفاده چند بار در روز را برای او فراهم می‌کند، این تفاوت باعث تجربه ای جذاب و ایجاد انگیزه بیشتر در استفاده از دستگاه می‌گردد.

## مزایایی استفاده
از مزایای و اثرات استفاده از پاراپودیوم می‌توان به حذف اسپاسم‌های عضلانی، افزایش گردش خون در نتیجه تأمین مواد مغذی کافی جهت بافت‌های ماهیچه ای و جلوگیری از آتروفی و تحلیل رفتن ماهیچه‌ها، جلوگیری از پوکی استخوان، پیشگیری و بهبود زخم بستر، عادی سازی وضعیت فیزیولوژیکی ارگان‌های داخلی و سیستم گوارش، عادی سازی سیستم قلبی عروقی و تنفسی، بازگشت حجم ریوی و بهبود کیفیت خواب و بالا بردن کیفیت زندگی بیماران و استقلال و بیشتر در زندگی روزمره اشاره کرد.

## جامعه آماری
افراد دارای ضایعه نخاعی از ناحیه گردن، سینه‌ای، کمر. افراد داری فلج مغزی. افرادی که قدرت راه رفتن را بعد از جراحی از دست داده‌اند و افراد دارای انواع بیماری‌های ضعف عضلانی می‌توانند از آن استفاده کند. همین‌طور کلینیک‌های کاردرمانی جهت توانبخشی بیماران بزرگسال و کودکان از آن بهره می‌برند.